# Бронзовий птах (роман)
«Бронзовий птах» (рос. «Бронзовая птица») — дитячий пригодницький роман Анатолія Рибакова, що вийшов з друку  1956 року. Друга книга трилогії «Кортик» — «Бронзовий птах» — «Постріл». Виходила, в тому числі, в першому виданні серії «Бібліотека пригод».
Книга перекладена багатьма мовами і екранізована — фільм «Бронзовий птах» вийшов в 1974 році.

## Сюжет
Історичний фон книги — перші роки створення РРФСР, Громадянська війна в Росії, голод у Поволжі, боротьба з безпритульністю.
Піонерський загін Мишка Полякова і його друзів вирушає в літній табір в невелике село з панською садибою. В садибі встановлений бронзовий птах, який, як стало відомо пізніше, приховує таємницю невідомого скарбу. І саме в цей час в селі сталось загадкове вбивство...

## Екранізації
- Бронзовий птах (1974) — телевізійний фільм режисера Миколи Калініна.